# In Times Before the Light
In Times Before the Light è il primo album in studio dei Covenant (successivamente The Kovenant), pubblicato nel 1997.
Ristampato con il demo From the Storm of Shadows, posto alla fine, nel 2007.

## Tracce
1. Towards the Crown of Nights – 6:30
2. Dragonstorms – 5:20
3. The Dark Conquest – 7:39
4. From the Storm of Shadows – 5:35
5. Night of the Blackwinds – 3:57
6. The Chasm – 4:39
7. Visions of a Lost Kingdom – 5:57
8. Through the Eyes of the Raven – 5:05
9. In Times Before the Light – 6:04
10. Monarchs of the Mighty Darkness – 6:16

## Formazione
- Nagash - voce, batteria, sintetizzatore
- Blackheart - chitarra, basso, sintetizzatore